# جنیفر ملفی
جنیفر ملفی (انگلیسی: Jennifer Melfi) یک شخصیت خیالی در سریال تلویزیونی خانواده سوپرانو شبکه اچ‌بی‌او است. او روان‌پزشک تونی سوپرانو، رئیس مافیا است. این شخصیت توسط لورین براکو به تصویر کشیده شده است.

## خصوصیات شخصیت
ملفی یک ایتالیایی-آمریکایی است و خانواده پدرش اهل استان کازرتا هستند. او فارغ‌التحصیل کالج بارد و دانشکده پزشکی دانشگاه تافتس است و سبک زندگی لوکسی دارد. وی در یک آپارتمان سه خوابه در اسکس فلز، نیوجرسی زندگی می‌کند و مرتباً از مغازه‌های اغذیه ایتالیایی خرید می‌کند. در شروع سریال، تونی سوپرانو، یک اوباش محلی، پس از دچار شدن به حمله پانیک به ملفی به عنوان روان‌پزشک معرفی شد. تونی به او می‌گوید که یک مشاور مدیریت زباله است، اما ملفی می‌داند که او یک رئیس اوباش است. در طول فصل ۱، در طول جنگ قدرت بین تونی و عمو جونیور بر سر اینکه چه کسی رئیس خواهد شد، جونیور به مایکی «گرب بگ» پالمیس اطلاع می‌دهد که تونی به روان‌پزشک مراجعه می‌کند. این مسئله باعث می‌شود جونیور، مایکی و سایر اعضای خدمه جونیور که مطلع شده‌اند به شدت عصبانی و پارانوئید شوند، زیرا می‌ترسند از ملفی به عنوان شاهد برای شهادت در دادگاه علیه فعالیت‌های خانواده جنایتکار دیمئو استفاده شود.
در فصل ۳ در اپیزود «کارمند ماه»، ملفی به تنهایی از طریق خروجی پارکینگ به سمت ماشین خود می‌رود که مورد حمله یک مرد قرار می‌گیرد. مرد او را از پشت می‌گیرد و پس از تلاش ناموفق برای فرار و فریاد کمک، او را به سمت راه پله‌های ساختمان می‌کشد و در آنجا با خشونت به او تجاوز جنسی می‌کند سپس او را در راه پله رها می‌کند. در بیمارستان، همسر سابقش، ریچارد، با ملفی ملاقات می‌کند. اگرچه شخص متجاوز دستگیر شد، اما متعاقباً آزاد می‌شود زیرا شواهد حین بازداشت توسط پلیس گم شده است. این موضوع باعث خشم ملفی می‌شود و او که از آزادی متجاوز شوکه شده است. به روان‌پزشک و همکارش الیوت کوپفربرگ می‌گوید: «من می‌توانم آن احمق را مثل یک حشره له کنم»، به این معنی که او به راحتی می‌تواند با گفتن اینکه به تجاوز شده است، متجاوزش را با استفاده ازتونی سوپرانو بکشد. او همچنین به‌طور ناخواسته برای کوپفربرگ فاش می‌کند که بیمار تحت درمانش تونی سوپرانو است. ملفی خودش میلی دیوانه‌وار برای انتقام دارد و می‌داند که با گفتن یک کلمه به تونی سوپرانو آن را به دست می‌آورد، اما مانند شوهر سابقش، از قرارداد اجتماعی تبعیت می‌کند. بعدها دکتر ملفی خوابی می‌بیند که یک سگ دارد به شخص متجاوز حمله می‌کند. روانپزشکش کوپفربرگ، این خواب را اینطور معنا می‌کند: سگ نمادی از تونی سوپرانو است که دارد از طرف او انتقام می‌گیرد.

## ریشه شخصیت
دیوید چیس شخصیت جنیفر ملفی را از روان‌پزشک خود الگوبرداری کرد. براکو در فیلم رفقای خوب محصول ۱۹۹۰ نقش همسر یک اوباش را بازی کرده بود و به همین دلیل در ابتدا از او خواسته شد که نقش همسر تونی کارملا سوپرانو را بازی کند. او در عوض نقش جنیفر ملفی را بر عهده گرفت، زیرا می‌خواست چیز متفاوتی را امتحان کند و احساس می‌کرد که نقش شخصیتی با تحصیلات عالی مانند دکتر ملفی او چالش بیشتری به همراه خواهد داشت.